# Vätterhem

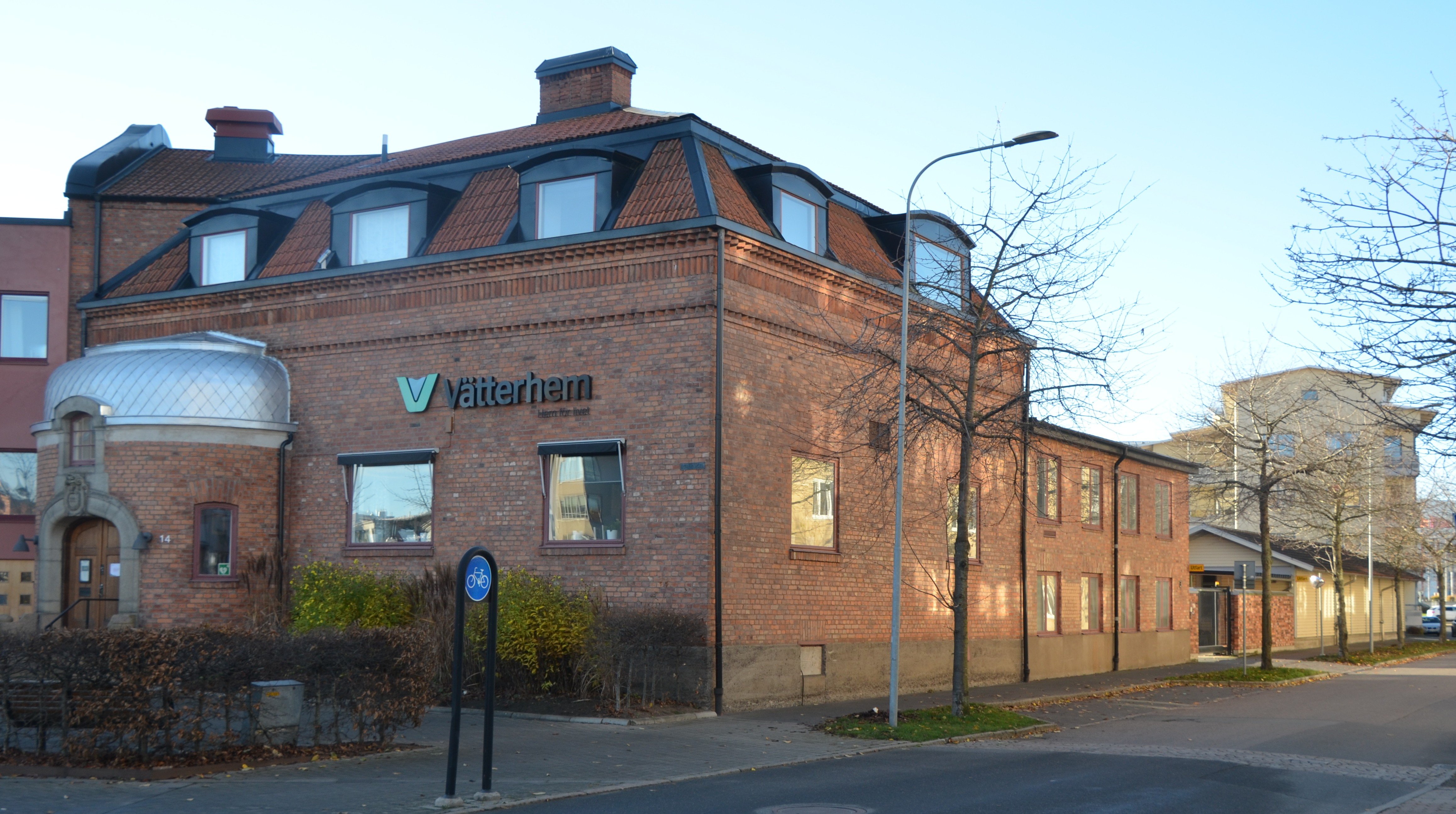
Vätterhems kontor på Kålgården

Bostads AB Vätterhem bildades 23 april 1942 och är det största kommunala bostadsföretaget i Jönköpings kommun. Vätterhem startades som en stiftelse ( Stiftelsen Bostadshus) men ombildades den 1 januari 1990 till ett aktiebolag med det nuvarande namnet, Bostads AB Vätterhem.
Närmare 19 000 personer bor i företagets lägenheter, vilket motsvarar ungefär var sjunde invånare i Jönköpings kommun.
Bolaget äger och förvaltar drygt 150 fastigheter med 8 850 lägenheter. Från att tidigare enbart haft hyresrätter beslutade  Vätterhem 2016 att bygga radhus med äganderätt på Strandängen i Jönköping.[uppföljning saknas] I lägenhetsbeståndet ingår bland annat 600 studentbostäder och ett flertal serviceboenden. Därutöver äger och förvaltar även bolaget nästan 400 lokaler med varierande användningsområden såsom affärs- och kontorslokaler, skolor, garage.
Vätterhems lägenheter finns i de centrala delarna av Jönköping, Österängen, Öxnehaga, Råslätt, samt det nybyggda området Strandängen.
Jönköpings kommun äger Bostads AB Vätterhem genom företaget Jönköpings Rådhus Aktiebolag.